# Instituto de Arte Courtauld

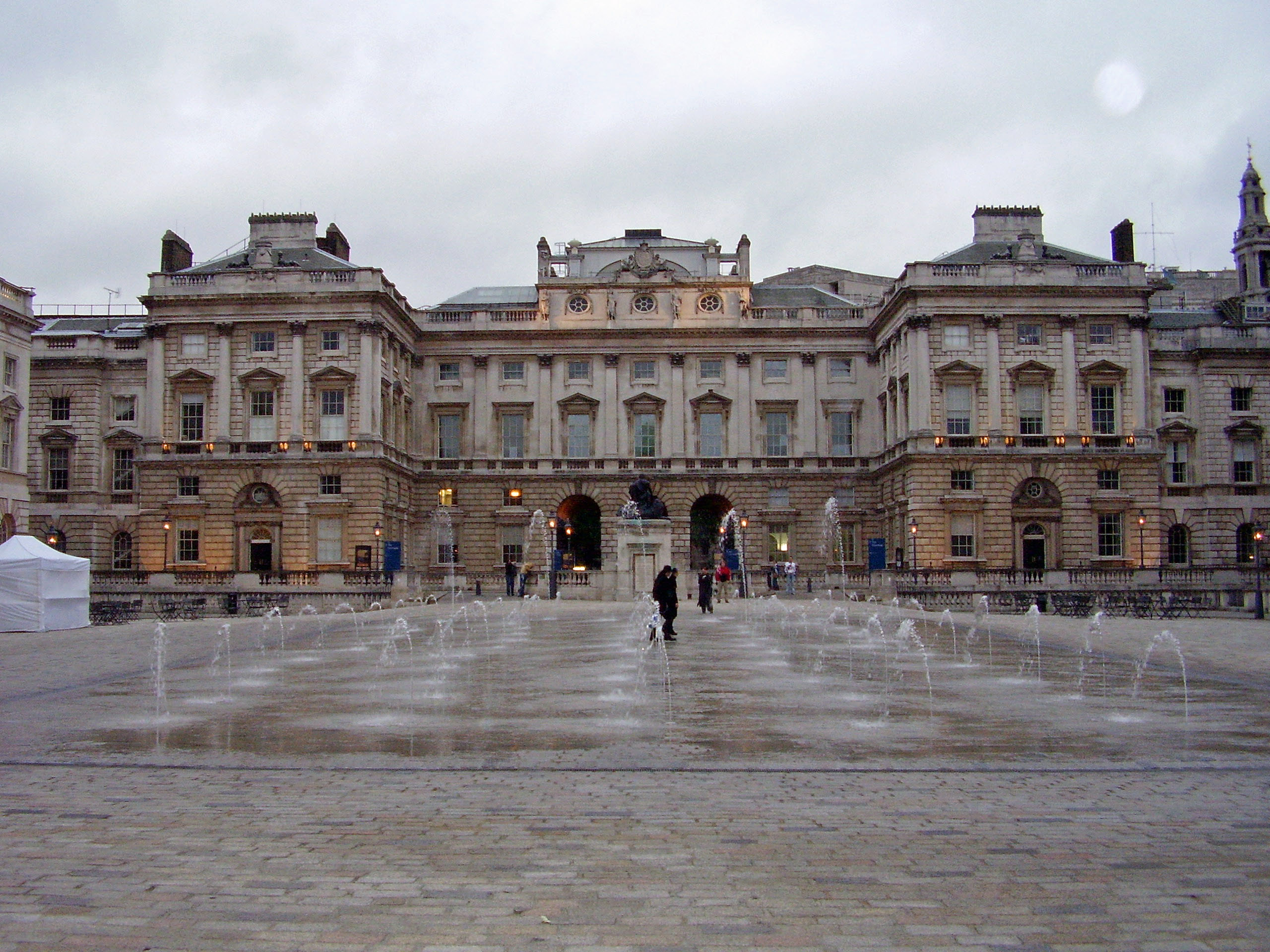
La manzana de la Somerset House en la calle londinense de Strand, diseñada por William Chambers de 1775–80, ha albergado el Courtauld Institute desde 1989.

El Courtauld Institute of Art es una organización afiliada a la Universidad de Londres especializada en el estudio de la historia del arte. El Courtauld Institute es una de las instituciones punteras en este campo. Lo fundaron en 1932 el coleccionista de arte e industrial Samuel Courtauld, el diplomático y coleccionista Lord Lee of Fareham y el historiador de arte Sir Robert Witt. En un principio, el Courtauld Institute se alojó en Home House, una casa diseñada por Robert Adams en la plaza londinense de Portman Square. Desde 1989, el instituto se encuentra en Somerset House.

## La Galería Courtauld

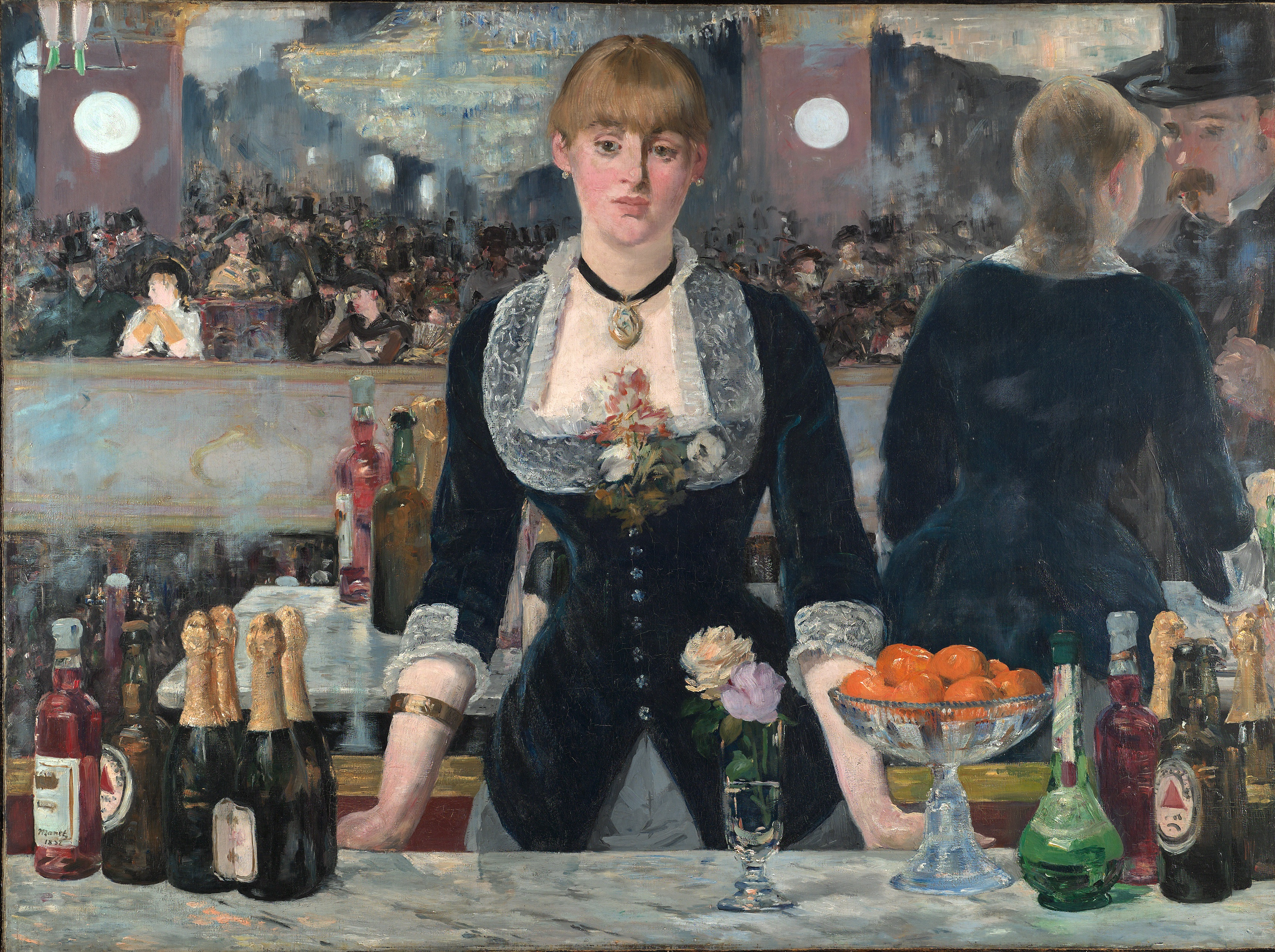
Un bar del Folies Bergère (1882) de Édouard Manet

Samuel Courtauld, uno de los fundadores, fue quien comenzó con la colección de arte del Instituto. Esta presenta una amplia selección de pinturas pertenecientes al impresionismo francés y al postimpresionismo donadas en 1932. La colección se amplió en los años 1930 y a través de una herencia en 1948. Incluía obras como Un bar del Folies Bergère de Édouard Manet y una versión de su Almuerzo en la hierba, La Loge de Pierre-Auguste Renoir, paisajes de Claude Monet y Camille Pissarro, una escena de ballet de Edgar Degas y un grupo de ocho importantes trabajos de Cézanne. También hay otras pinturas, como el Autorretrato con la oreja vendada y el Cerezal de Vincent van Gogh, el Nunca más y Te Rerioa de Paul Gauguin, así como importantes obras de Seurat, Henri "Douanier" Rousseau, Toulouse-Lautrec y Modigliani.
Tras la muerte del crítico de arte Roger Fry en 1934, el Instituto recibió su colección de arte moderno. Después de la Segunda Guerra Mundial se recibieron más herencias, siendo la más notable la de grandes maestros de la pintura de Lord Lee. Entre ellos están el cuadro de Adán y Eva de Lucas Cranach el Viejo y un boceto al óleo de Rubens de lo que sería una de sus obras maestras, el retablo de la catedral de Amberes. Sir Robert Witt también fue un gran benefactor de la Courtauld y donó su importante colección de grandes maestros y pinturas británicas en 1952. En 1966 Mark Gambier-Parry donó las diversas colecciones de arte de su abuelo, en las que había desde pinturas del renacimiento italiano temprano hasta mayólica, esmalte medieval, trabajos de marfil y otras extrañas formas de arte.
En 1974, un grupo de 13 acuarelas de Turner se presentó en memoria de Sir Stephen Courtauld, famoso después de restaurar el Palacio Eltham. En 1978 el Courtauld recibió la colección Princes Gate de pinturas y grabados de grandes maestros que había reunido el conde Antoine Seilern. Incluye pinturas de Pieter Brueghel el Viejo, Quentin Matsys, Van Dyck y Tiepolo y rivaliza con la colección de Samuel Courtauld, siendo esta más potente en trabajos de Rubens. Entre ellos se cuenta el Retrato de Carlos V, copia en formato busto del famoso Carlos V en Mühlberg de Tiziano (Museo del Prado) que Rubens realizó durante su estancia en Madrid en 1628-29. La donación también incluye un grupo de trabajos de los siglos XIX y XX de Pissarro, Degas, Renoir y Oskar Kokoschka. En los últimos años, el Courtauld también ha recibido las colecciones de Lilian Browse y Alastair Hunter, que incluyen más pinturas, dibujos y esculturas del siglo XIX y siglo XX.
La Galería Courtauld está abierta al público y se aloja en la calle londinense de Strand, en el edificio de Somerset House, que fue la primera sede de la Royal Academy después de su fundación en 1768. La entrada a "La Gran Habitación", que aloja la Exposición de Verano cada año, tiene la formidable inscripción «No dejen a los desconocidos de las Musas entrar» en griego antiguo.

## Otras fuentes de estudio
El Courtauld tiene dos bibliotecas de fotografías que empezaron a partir de las colecciones privadas de dos nobles benefactores: la biblioteca Conway, que abarca arquitectura, planos y escultura. Su nombre se debe a Lord Martin Conway. La segunda biblioteca es la Witt, que abarca pintura, dibujos y grabados, en honor de Sir Robert Witt. La biblioteca de libros es uno de los mayores archivos de libros relacionados con la historia del arte en el Reino Unido, así como de periódicos y catálogos de exposiciones. También hay una biblioteca de películas y tecnología de la información.

## Exalumnos y gente asociada al Courtauld
- Anthony Blunt, Director del Instituto 1947-1974
- Anita Brookner
- Andrew Graham-Dixon
- Betty Churcher
- Neil MacGregor
- Vincent Price
- Nicholas Serota
- Brian Sewell
- Jeremy Deller
- T.J. Clark
- Jeff Wall

## Dirección
Courtauld Institute of Art

Somerset House

Strand

London

WC2R 0RN

UK